# ساليسبوري (نيو برونزويك)
ساليسبوري (بالإنجليزية: Salisbury, New Brunswick)‏ هي قرية تقع في كندا في Westmorland County. يقدر عدد سكانها بـ 2,208 نسمة .

## أعلام
- جاك باترسون
- أوستين كلود تايلور
- هيو ليستير كامبل